# 슈도에페드린
슈도에페드린(영어: Pseudoephedrine, PSE)은 페네틸아민과 암페타민 계열의 교감신경흥분제이다. 주로 코 막힘 완화제나 각성제로서 사용된다.

## 교감신경 신경전달물질
생물체 또는 신체는 교감신경과 관련해서 일반적으로 노르에피네프린을 사용하는 것으로 알려져있다. 땀샘과 같은 일부 경우에서는 부교감신경계가 사용하는 아세틸콜린을 사용한다. 이러한 교감신경계와 부교감신경계는 미주신경을 포함한 중추신경계를 통해서 정교하게 상호 균형을 유지한다. 따라서 슈도에페드린같은 교감신경흥분제를 사용하는 것은 부교감신경계의 상대적인 억제를 감안해야한다.